# Cinderella (Lionel Richie)
Cinderella è un singolo del cantautore statunitense Lionel Richie, pubblicato nel 2001 ed estratto dall'album Renaissance.

## Tracce
- CD Maxi Singolo

1. Cinderella – 3:42 (Lionel Richie, Joe Wolfe)
2. Just Can't Say Goodbye – 4:08 (Richie, Paul Barry, Mark Taylor)
3. Still (Live) – 5:16 (Richie)
4. Don't Stop the Music (Extended Album Version) – 6:12 (Richie, Taylor, Barry)

## Classifiche
| Classifica (2001) | Posizione massima |
| ----------------- | ----------------- |
| Germania          | 74                |
| Paesi Bassi       | 82                |
| Svizzera          | 49                |